# Druhá Francouzská republika
Druhá Francouzská republika (francouzsky Deuxième République) bylo období v dějinách Francie v letech 1848 až 1852, které se vyznačovalo republikánskou formou vlády.

## Historie

### Vznik
Druhá republika vznikla v únoru 1848 po abdikaci a útěku posledního francouzského krále Ludvíka Filipa. 21. února 1848 v Paříži vypukly veřejné protesty, které se zanedlouho zvrhly v pouliční boje na barikádách mezi povstalci a královskými oddíly. 24. února byl k demisi donucen neoblíbený premiér François Guizot a poté abdikoval i sám král Ludvík Filip. Vznikla dočasná vláda a byla vyhlášena druhá republika, jejíž ústavu mělo vypracovat ústavodárné shromáždění, zvolené 4. května. V těchto volbách výrazně získala pravice, v důsledku čehož 24. června 1848 propuklo v Paříži povstání dělníků, zejména kvůli uzavření takzvaných národních dílen, které umožňovaly práci nezaměstnaným. Povstání bylo po prudkých bojích s francouzskou armádou a národní gardou potlačeno.
Na podzim, konkrétně 4. listopadu, byla nová ústava schválena. Uznávala individuální svobody a zrušila otrokářství v koloniích, cenzuru i trest smrti za politické zločiny. Zákonodárná moc podle ní příslušela jednokomorovému parlamentu, složenému ze 750 poslanců volených na 3 roky na základě všeobecného volebního práva; výkonnou moc měl mít v rukou prezident volený na čtyři roky a jím jmenovaní ministři. Byla zavedena přímá volba prezidenta, ale pokud by žádný kandidát nezískal přes 50 % hlasů, měl o vítězi rozhodnout parlament. Ve volbách konaných 10. prosince 1848 byl drtivou většinou (74.3%) zvolen populární synovec slavného Napoleona Bonaparta, Ludvík Napoleon Bonaparte. Šlo o historicky první přímou volbu prezidenta v Evropě. 

### Zánik
Bonaparte se neúspěšně pokusil prosadit změnu ústavy, která do té doby umožňovala vykonávat prezidentskou funkci pouze jednou a omezovala ji na 4 roky. Postupně si získával podporu různých vrstev,  kromě rolníků i armády a církve a 2. prosince 1851 se chopil diktátorské moci. Tento krok si nechal schválit veřejným referendem. O rok později, po dalším referendu, se nechal korunovat císařem jako Napoleon III, čímž druhá republika zanikla a vzniklo druhé císařství. Druhá republika tak byla nejkratší z režimů v dějinách Francie.

## Galerie

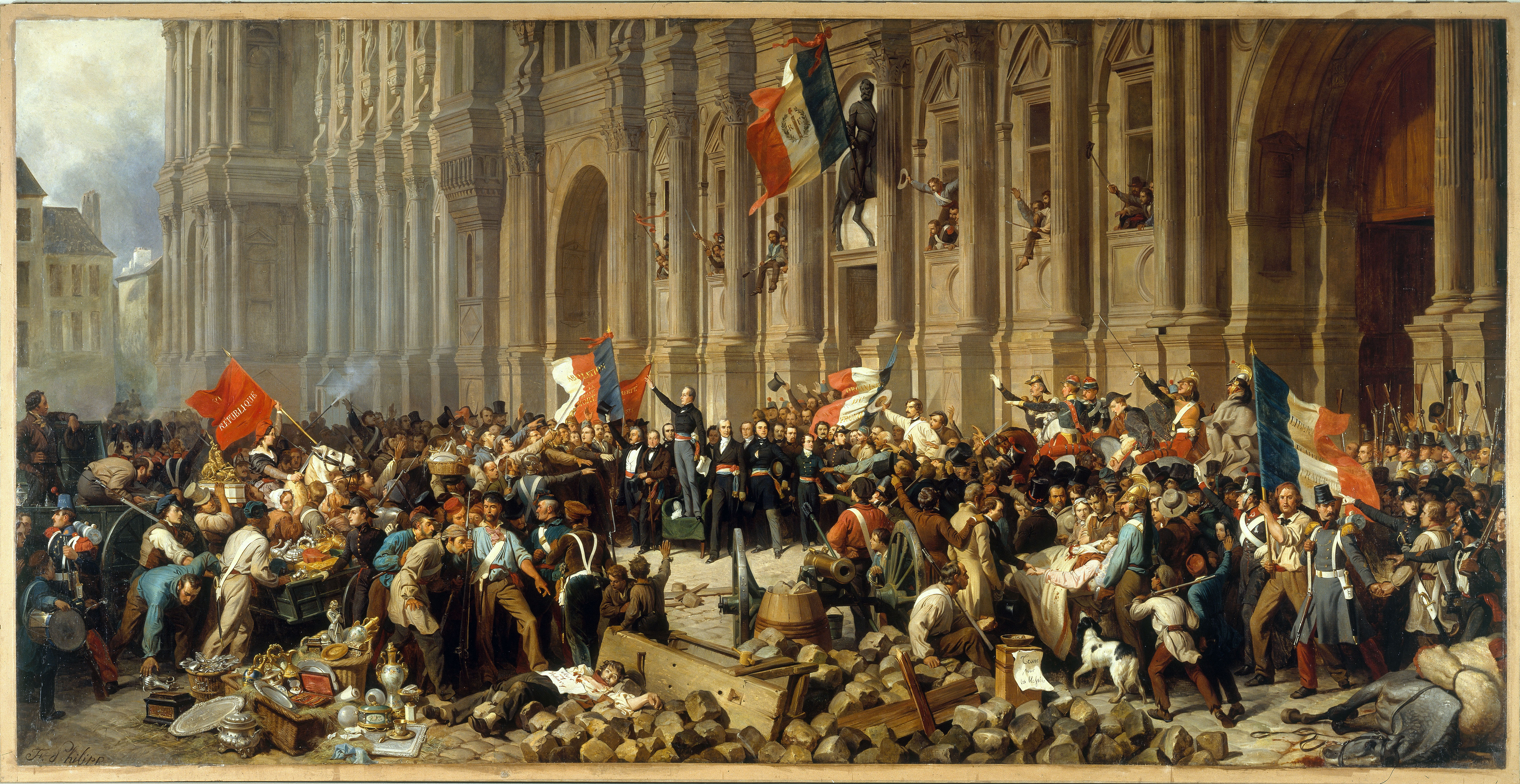
Alphonse de Lamartine v čele davu před pařížskou radnicí 25. února 1848
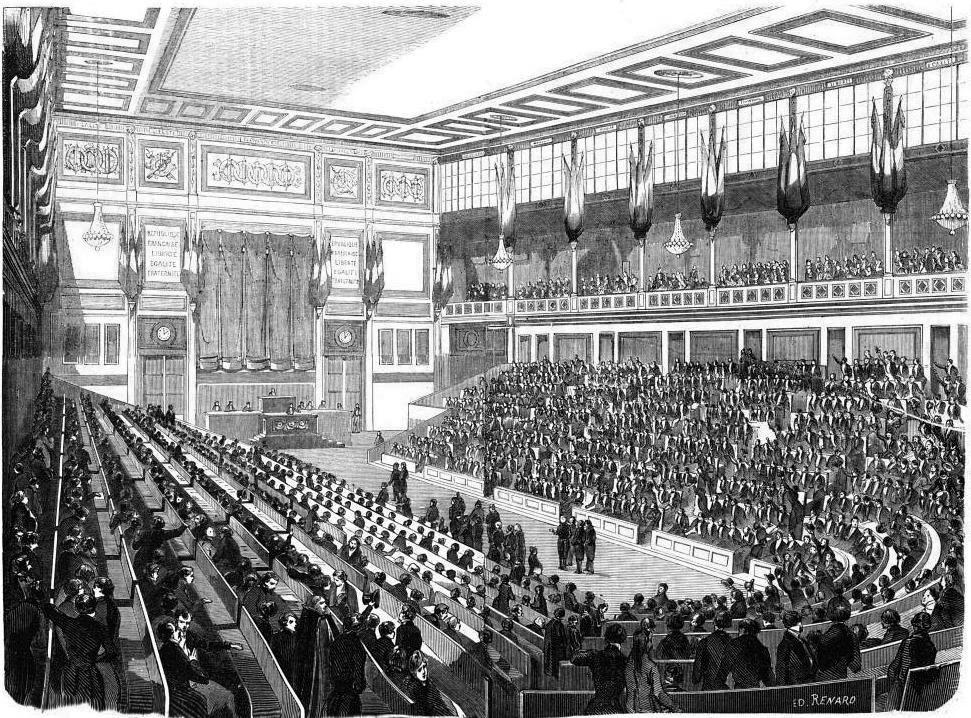
Jednací síň Národního shromáždění, 1848
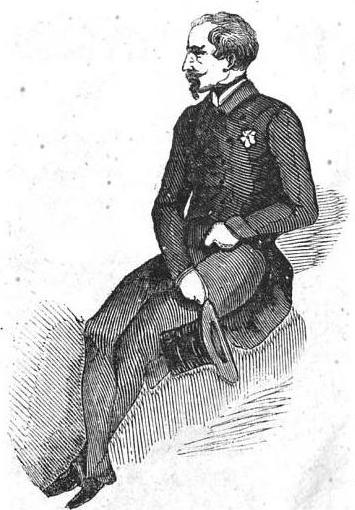
Ludvík Bonaparte jakožto člen Národního shromáždění, 1848
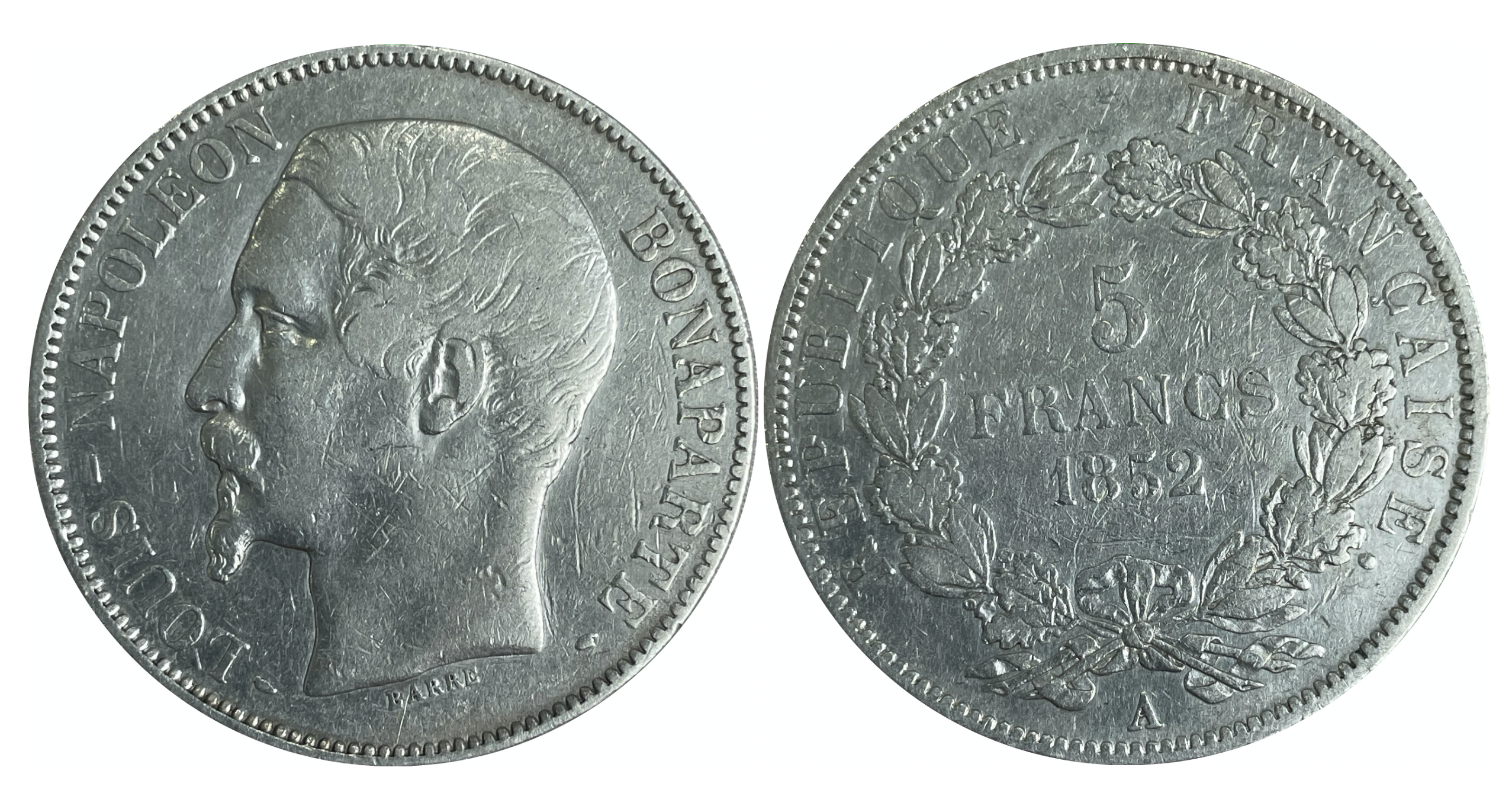
Pětifranková stříbrná mince s portrétem prezidenta Bonaparta, 1852